# Waco (Nebraska)
Waco ist ein Dorf (Village) im York County im Süden von Nebraska, Vereinigte Staaten. Das U.S. Census Bureau hat bei der Volkszählung 2020 eine Einwohnerzahl von 296 ermittelt.

## Geografie
Das Dorf Waco befindet sich rund 11 Kilometer östlich von York. Die nächstgelegenen größeren Städte sind Grand Island (77 km nordwestlich) und Lincoln (64 km östlich).

## Geschichte
Der Ort wurde 1877 gegründet, als die Chicago, Burlington and Quincy Railroad ihr Streckennetz hierher ausbaute. Im selben Jahr wurde auch ein Postbüro eröffnet. Benannt wurde es nach Waco in Texas.

## Verkehr
Der Ort ist über den U.S. Highway 34 zu erreichen, der im Norden vorbeiführt.
Der nächstgelegene Flugplatz ist der York Municipal Airport.

## Söhne und Töchter der Stadt
- Clara Nigg (1897–1986), Bakteriologin und Hochschullehrerin